# Dwight Nelson
Dwight K. Nelson – amerykański duchowny Kościoła Adwentystów Dnia Siódmego, adwentystyczny ewangelista i pisarz.
Jest pastorem seniorem zboru Pioneer Memorial Church, na terenie Andrews University w USA. 
Przed przybyciem na Andrews University przez dziesięć lat był pastorem w Oregonie.
Służy również jako kaznodzieja telewizyjny. Znany z  serii ewangelizacyjnej transmitowanej satelitarnie na cały świat, pt. The Next Millennium Seminar, która została przetłumaczona na wiele języków świata, w tym na polski (jako Seminarium Nadchodzącego Tysiąclecia, wyd. ORTV „Głos Nadziei”). 
W 2004 roku wraz z byłym prezenterem BBC News Gillian Joseph zaprezentował cykl dyskusji o nazwie Evidence: Through My Experience, który odbył się w Newbold College
W tym samym roku poprowadził kolejną serię dyskusyjną w Newbold College pod tytułem Mind The Gap. 
Był gospodarzem programu telewizyjnego The Evidence  Nelson służy jako asystent nauczyciela homiletyki w Seminarium Duchownym Adwentystów Dnia Siódmego w Andrews University.  
Jest obecnie mówcą cotygodniowego programu telewizyjnego, New Perceptions .
Jest autorem wielu chrześcijańskich książek, w tym przetłumaczonych na polski i wydanych przez Chrześcijański Instytut Wydawniczy „Znaki Czasu”:
- Niesłychana łaska
- Odliczanie